# Braithwaitea
Braithwaitea, rod mahovnjača nekada uključivan u porodicu Hypnodendraceae, dio reda Hypnodendrales. Pripada mu jedna vrsta iz jugoistočne Australije, Novog Zelanda (Sjeverni otok) i otočja Lord Howe i Nove Kaledonije.
Rod je 2007. svrstan u vlastitu porodicu Braithwaiteaceae N.E. Bell, A.E. Newton & D. Quandt,
Najčešća je u kišnim šumama, gdje raste na deblima i granama stabala i, povremeno, na stijenama.
pristupljeno 22. rujna 2020

## Vrste
1. Braithwaitea sulcata (Hook.) A. Jaeger & Sauer

- Braithwaitea arborescens Mitt. = Hypnodendron subspininervium (Müll. Hal.) A. Jaeger
- Braithwaitea nematosa (Müll. Hal.) A. Jaeger = Braithwaitea sulcata (Hook.) A. Jaeger & Sauerb.